# كيربي هويل بابتيست
كيربي هويل بابتيست (مواليد 7 فبراير 1987) هي ممثلة بريطانية، عرفت لأدوارها في مسلسل حب، باري والمكان الجيد.

## وصلات خارجية
- كيربي هويل بابتيست على موقع IMDb (الإنجليزية)
- كيربي هويل بابتيست على موقع ألو سيني (الفرنسية)
- كيربي هويل بابتيست على موقع ميوزك برينز (الإنجليزية)
- كيربي هويل بابتيست على موقع قاعدة بيانات الفيلم (الإنجليزية)